# 西班牙马德里圣殿
西班牙马德里圣殿是耶稣基督后期圣徒教会第56个开放的圣殿，位于西班牙马德里的Moratalaz区。
1996年，该教会宣布修建这组庞大的建筑群。1999年3月19日举行奉献仪式。此前曾有10万人入内参观，包括胡安·卡洛斯一世国王和索菲娅王后。